# Xenovarta ankusha
Xenovarta ankusha är en insektsart som beskrevs av Chandrasekhara A. Viraktamath 2004. Xenovarta ankusha ingår i släktet Xenovarta och familjen dvärgstritar. Inga underarter finns listade i Catalogue of Life.